# Parti libéral d'Australie
Pour les articles homonymes, voir Parti libéral.
« Parti libéral (Australie) » redirige ici. Pour le parti éphémère de 1922, voir Parti libéral (Australie, 1922).
Le Parti libéral d'Australie (en anglais : Liberal Party of Australia, souvent abrégé en Liberals, en Libs ou LP) est un parti politique australien. Il se situe au centre-droit de l'échiquier politique australien et s'oppose à son adversaire de centre-gauche, le Parti travailliste (Labor Party), lors des élections fédérales ou territoriales. Internationalement, il est membre de l'Union démocrate internationale. Le parti dirige le gouvernement fédéral de 1949 à 1972, de 1975 à 1983, de 1996 à 2007 et de 2013 à 2022.

## Histoire
Le Parti libéral est fondé le 31 août 1945 par Robert Menzies. Il regroupe alors des libéraux et conservateurs australiens qui s'opposent à la domination du Parti travailliste. Sous le gouvernement du libéral Robert Menzies (1949-1966), l'après-guerre est une période de prospérité pour l'Australie. La politique d'immigration est élargie par les gouvernements successifs et un grand nombre de migrants méditerranéens commencent à arriver. Plus tard, beaucoup de personnes arrivent d'Asie. En 1951, Menzies fait entrer l'Australie dans l'ANZUS (Australia, New Zealand, United States Security Treaty) un pacte militaire entre l'Australie, la Nouvelle-Zélande et les États-Unis.
En terme constitutionnel, une importante réforme est obtenue par le premier ministre Harold Holt avec le référendum de 1967 où une majorité écrasante d'Australiens vote pour pouvoir donner au pouvoir fédéral le droit de légiférer sur les Aborigènes australiens et leur intégration dans la population. Le référendum est approuvé par plus de 90 % de la population. En outre, Holt fait passer la monnaie australienne au système décimal le 14 février 1966. 
John Gorton, ancien pilote de chasse de la Force aérienne royale australienne, est élu à la tête du parti le 9 janvier 1968. Aux élections de 1969, Gorton perd la moitié de la majorité des députés. En 1971, Gorton convoque une assemblée du Parti libéral et une motion de confiance est mise aux voix. Mis en ballotage, il aurait pu garder son poste en utilisant sa voix prépondérante mais il préfère démissionner et William McMahon est élu chef du parti et Premier ministre. La guerre du Viêt Nam et la conscription sont devenues très impopulaires. Il ne peut pas rivaliser avec le leader du parti travailliste, Gough Whitlam, qui fait campagne pour une nouvelle politique incluant la couverture médicale universelle. Whitlam gagne les élections de 1972.
En 1971, Neville Bonner est le premier Aborigène au Parlement fédéral australien, choisi par le parti libéral comme sénateur du Queensland.
En 1975, alors que le gouvernement Whitlam est secoué par de nombreux scandales ministériels, Malcolm Fraser et le parti libéral profitent de leur majorité sénatoriale pour faire repousser le vote du projet de loi de finances et provoquer de nouvelles élections. Après plusieurs mois de blocage pendant lesquels le gouvernement étudie en secret des méthodes pour se procurer de l'argent sans avoir à passer par le Parlement, le gouverneur général, Sir John Kerr, intervient en mettant fin aux fonctions de Whitlam le 11 novembre 1975. Fraser est immédiatement nommé Premier ministre chargé d'expédier les affaires courantes, le temps d’organiser de nouvelles élections. Aux élections de décembre 1975, la coalition parti libéral-Country remporte une des plus importantes victoires de l'histoire du pays. Fraser encourage l'immigration en provenance des pays asiatiques et permet à de nombreux réfugiés de s'installer en Australie, favorise le multiculturalisme et crée un système public de radio et de télévision multilingue, le « Special Broadcasting Service » (SBS) ; il mène une politique étrangère active et bien que son gouvernement soit surnommé le « gang du rasoir » en raison des nombreuses coupes faites dans les dépenses publiques, Fraser n'applique pas le programme conservateur que ses ennemis politiques annonçaient et que certains de ses partenaires auraient souhaité. En 1976, Fraser fait adopter l'Aboriginal Land Rights Act, établissant un processus pour l'identification de la propriété traditionnelle de la terre par des indigènes. Après deux élections victorieuses, il est défait par Bob Hawke en 1983. 
Au niveau provincial, le parti a plus de réussite avec des premiers ministres réformistes comme Nick Greiner en Nouvelle-Galles du Sud (1988-1992) et Jeff Kennett au Victoria (1992-1999). Kate Carnell, devenue ministre en chef du Territoire de la capitale australienne (Chief Minister) en 1995, est la première femme libérale à devenir chef de gouvernement dans un État ou territoire australien. 
Le parti libéral reste dans l'opposition pendant treize ans jusqu'en 1996. C'est une période de division pour les libéraux. John Howard et Andrew Peacock s'affrontent pour la direction du parti, qui soutient des réformes de déréglementation des gouvernements travailliste de Bob Hawke et Paul Keating. Poussant une réforme économique plus large, l'économiste John Hewson mène la partie pour défaire le gouvernement impopulaire de Keating en 1993, pendant une grave récession économique, lors d'une élection qui « ne pouvait pas être perdue »,.
John Howard tente de reprendre le leadership du parti. Il est battu par Hewson, puis par Alexander Downer en 1994, mais ce dernier ne réussit pas à gagner du terrain sur Keating et démissionne dès janvier 1995. Le favori pour lui succéder, son vice-leader Peter Costello, ne se présente finalement pas, laissant le champ libre à John Howard pour revenir à la tête du parti. Il remporte alors une écrasante victoire lors des élections générales de 1996.
Au niveau fédéral, le Parti libéral est au pouvoir de 1996 jusqu'en novembre 2007, au sein d'une coalition avec le Parti national d'Australie. Au cours de cette période, le commerce avec la Chine s'accroît considérablement et l'Australie joue un rôle actif dans des affaires internationales, notamment en  fournissant des finances aux économies asiatiques pour récupérer de la crise financière asiatique, en organisant la Force internationale pour le Timor oriental en 1999, en déployant des troupes en Afghanistan et en Irak et en participant aux opérations de secours après le tremblement de terre du 26 décembre 2004. Le gouvernement de John Howard poursuit une politique privilégiant la citoyenneté sur le multiculturalisme, mais augmente de manière significative le programme national d'immigration. Après une période de réformes économiques, avec notamment la création d'une taxe sur les produits et services, la gestion privatisée de capitaux gouvernementaux et une réduction des pouvoirs des syndicats des employés des ports nationaux et déréglementation de quelques législations du travail, l'économie d'Australie surpasse pratiquement chaque économie comparable[pas clair],.
Le parti travailliste critique ces réformes économiques, son refus de signer le protocole de Kyoto et de demander officiellement pardon pour les actions des gouvernements précédents envers les Aborigènes. John Howard, qui a été premier ministre d'Australie de 1996 à 2007, est battu aux élections du 24 novembre 2007 par Kevin Rudd et le parti rentre dans l'opposition. 

### Histoire récente
Le successeur désigné d'Howard, vice-président du parti et ancien ministre des finances, Peter Costello, refuse de devenir chef de l'opposition et Brendan Nelson est élu chef du parti libéral par une courte victoire (45 voix contre 42) sur Malcolm Turnbull. Nelson change la ligne du parti en soutenant la ratification du protocole de Kyoto et avec le premier ministre Rudd et, au nom du Parlement australien, en demandant officiellement pardon aux Aborigènes. Nelson ne peut pas entamer la popularité de Kevin Rudd et il est mis en minorité (41 voix contre 45) lors d'un vote interne au parti, remplacé par Malcolm Turnbull en 2008.
Malcolm Turnbull est Ministre fédéral de l'environnement et des ressources en eau jusqu'en 2007. Avant de devenir député, il a été avocat, banquier et chef du Mouvement républicain australien. Il est le premier républicain à avoir été élu à la tête du Parti libéral fédéral. Turnbull critique la réponse de Kevin Rudd à la crise financière de 2007-2009, en particulier la vitesse avec laquelle le gouvernement a dépensé le grand surplus budgétaire dont il a hérité du gouvernement de John Howard. Turnbull ne peut cependant pas entamer la popularité de Kevin Rudd. Il accuse à tort le Premier ministre et le ministre des Finances de corruption dans l'affaire du faux-email de Godwin Grech et sa propre popularité diminue nettement. Des collègues l'accusent d'être autocratique au sein du parti et les conservateurs lui reprochent son approbation d'une Bourse du carbone. 
Tony Abbott devient chef du parti le 1er décembre 2009, après une période de division pour les libéraux. Avant de devenir député et ministre fédéral, Abbott est boursier Rhodes, séminariste, journaliste et chef du Mouvement monarchiste australien. En mai, la coalition libérale-nationale devance les travaillistes dans le Newspoll survey pour la première fois depuis 2006. Rudd démissionne le 24 juin 2010, juste avant un vote interne du parti demandé par son adjoint, Julia Gillard. Elle le remplace dans la foulée.
Le 21 août 2010 ont lieu des élections législatives anticipées provoquées par la Première ministre sortante. Au cours de la campagne électorale, Abbott critique la politique fiscale du gouvernement et promet de mettre un terme à trois projets du gouvernement Rudd-Gillard :
- la taxe sur les super-profits des compagnies minières ;
- le développement d'un réseau national internet à haut débit ;
- et l'introduction d'un Bourse du carbone.

Abbott réaffirme sa loyauté à la monarchie en Australie. La coalition nationale-libérale remporte un siège de plus que les travaillistes mais sans toutefois obtenir la majorité absolue des sièges, obligeant chacun des deux camps à courtiser les quelques élus indépendants et verts australiens pour former un gouvernement de coalition. Après avoir obtenu le ralliement du seul député des Verts, Gillard réussit à obtenir progressivement le soutien de trois députés indépendants et dispose ainsi, à partir du 7 septembre, d'une majorité absolue à la Chambre.
En 2010, Ken Wyatt, un libéral, devient le premier Aborigène élu à la Chambre des Représentants du Parlement fédéral australien.
Les élections fédérales de 2013 voient la victoire de la coalition composée du parti libéral et du parti national, et la défaite du Parti travailliste mené par le Premier ministre sortant Kevin Rudd. Tony Abbott, le leader du parti libéral, est donc choisi pour former un gouvernement, qui prête finalement serment le 18 septembre 2013.

## Positions politiques
En 1944, Robert Menzies décrit ainsi la mission de son nouveau parti : « Ce que nous devons rechercher, et c'est une question d'importance vitale pour notre société, est une vraie renaissance de la pensée libérale qui travaillera pour la justice sociale et la sécurité, pour la puissance nationale et le progrès national, et pour le plein développement du citoyen en tant qu'individu, sans les méthodes ennuyeuses et anesthésiantes du socialisme ».
John Howard déclare en 1996 : « Je veux une société australienne qui verrait ce pays comme un carrefour unique entre l'Europe, l'Amérique du Nord et l'Asie. L'Australie a la chance incroyable d'avoir un héritage européen, d'étroites relations avec l'Amérique du Nord mais d'être aussi située géographiquement dans la région Asie-Pacifique, et si nous arrivons à nous considérer comme ce carrefour stratégique, alors je pense que nous avons une opportunité unique de nous tailler un créneau spécial dans…l'histoire du prochain siècle ». 
Récemment[Quand ?], le parti s'est décrit comme le « parti de la liberté individuelle et de la libre entreprise ». Les grands axes de son programme portent sur une politique libérale sur le plan économique, notamment en favorisant une politique de privatisation et en menant une politique de libre-échange, et une politique conservatrice sur le plan social. Le Parti libéral est par ailleurs favorable à une alliance étroite avec les États-Unis en matière de politique étrangère. 

## Personnalités notables du Parti libéral

### Premiers ministres

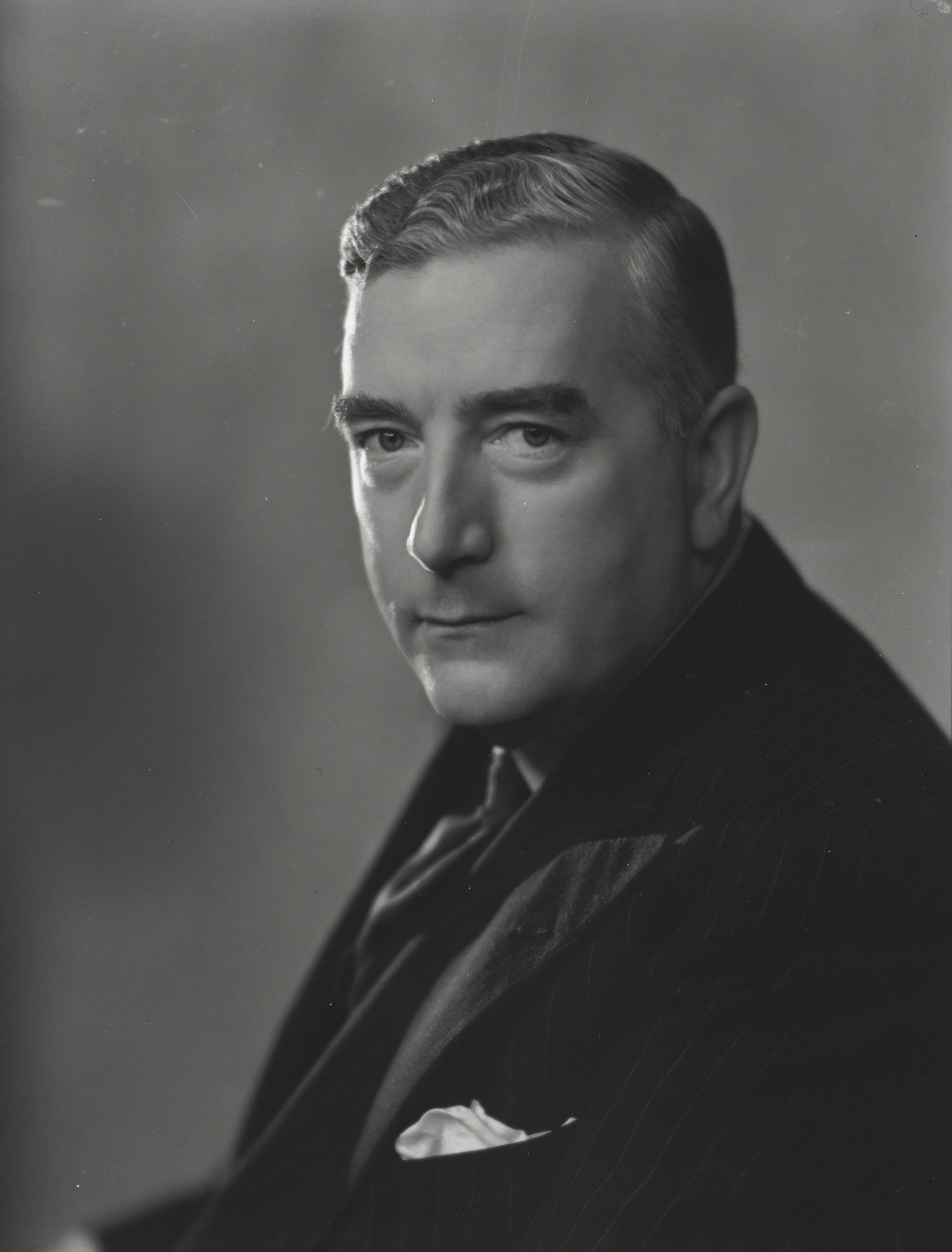
Robert Menzies (1939-1941 sous l'étiquette de l'UAP et 1949-1966)
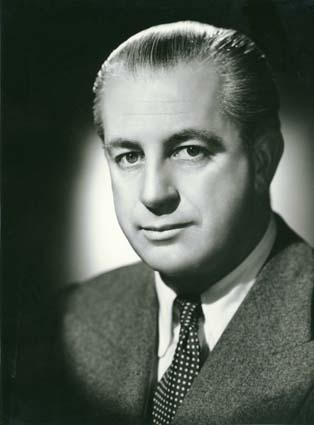
Harold Holt (1966-1967)
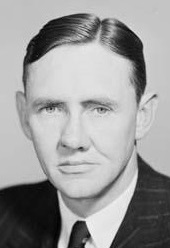
John Gorton (1968-1971)
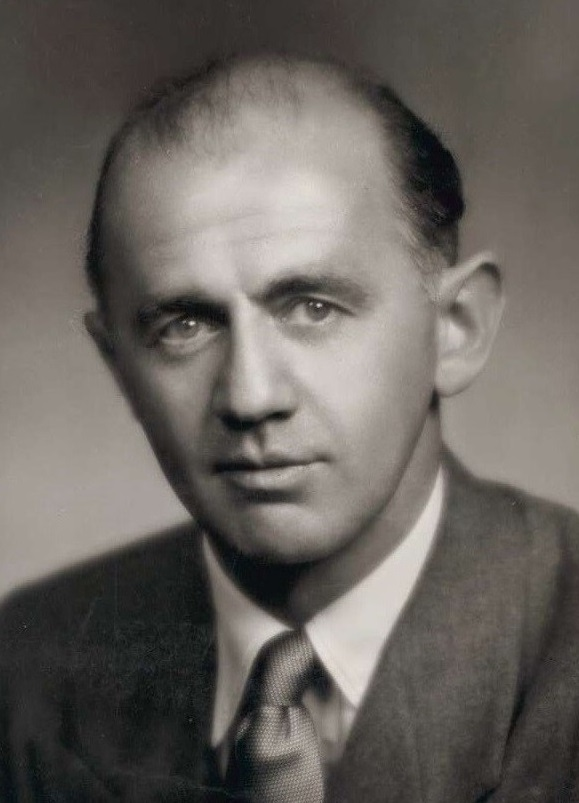
William McMahon (1971-1972)
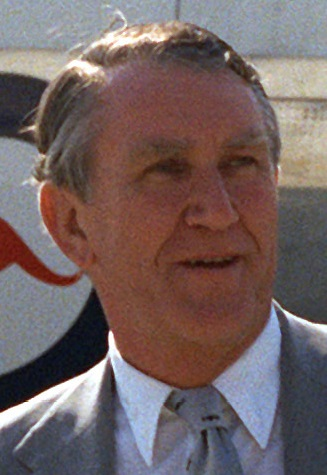
Malcolm Fraser (1975-1983)
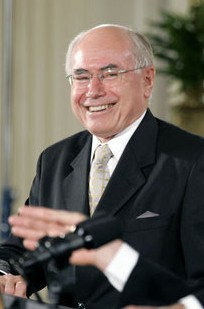
John Howard (1996-2007)
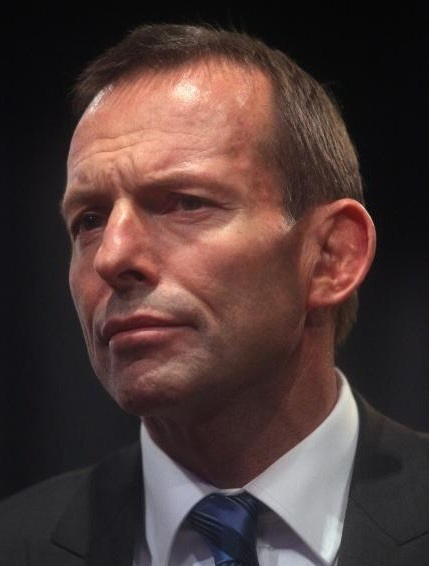
Tony Abbott (2013-2015)
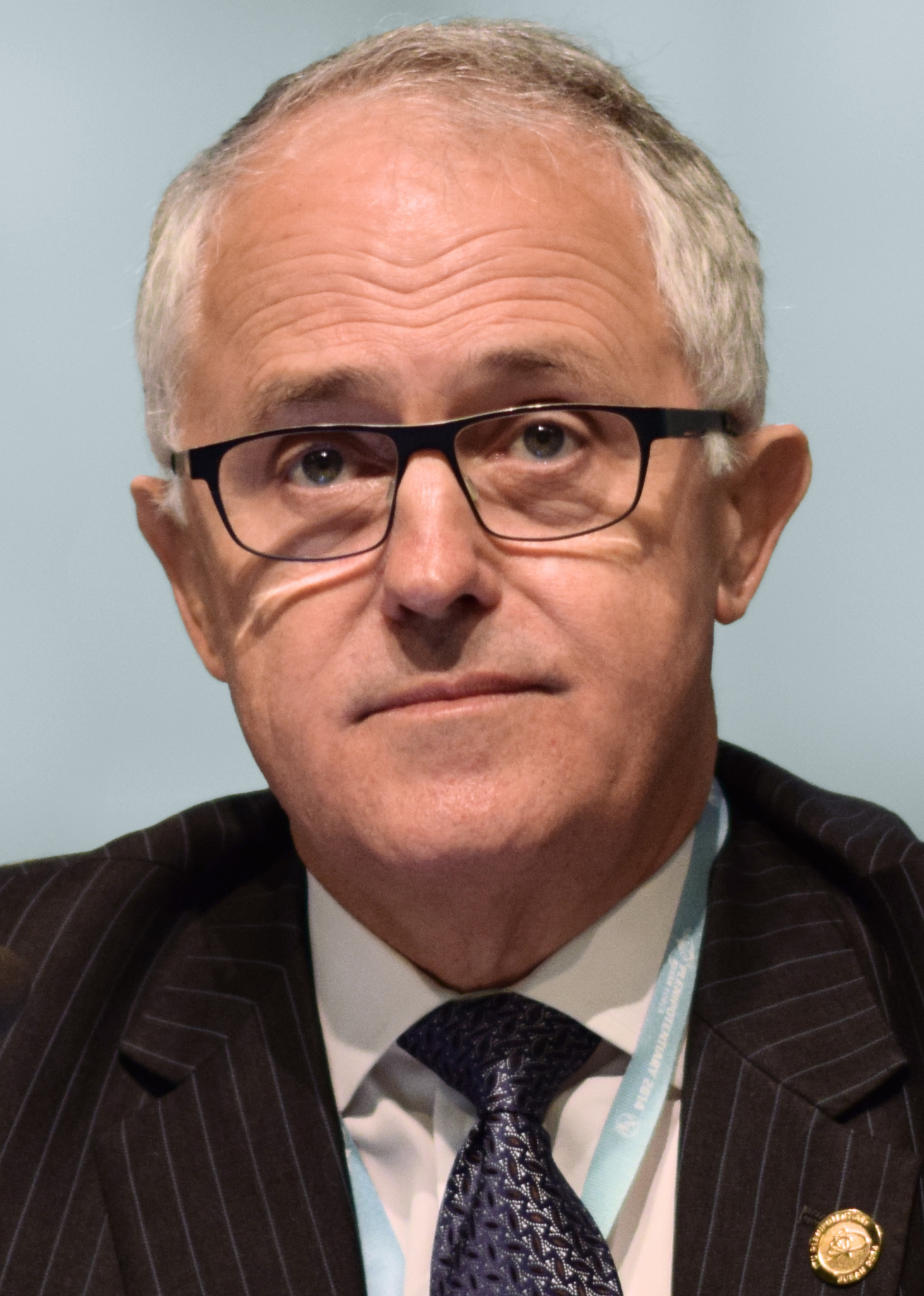
Malcolm Turnbull (2015-2018)
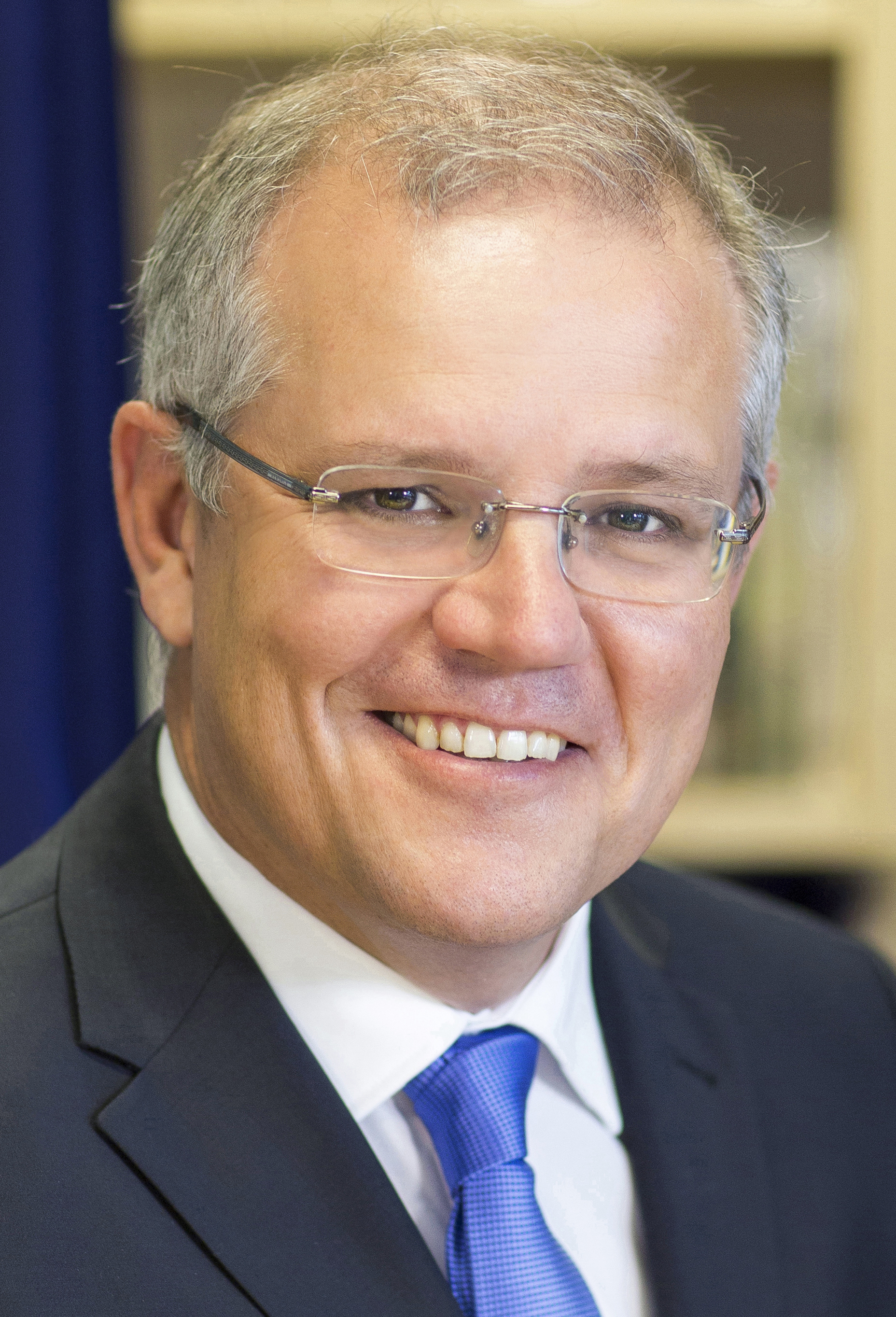
Scott Morrison (2018-2022)

### Chefs du parti

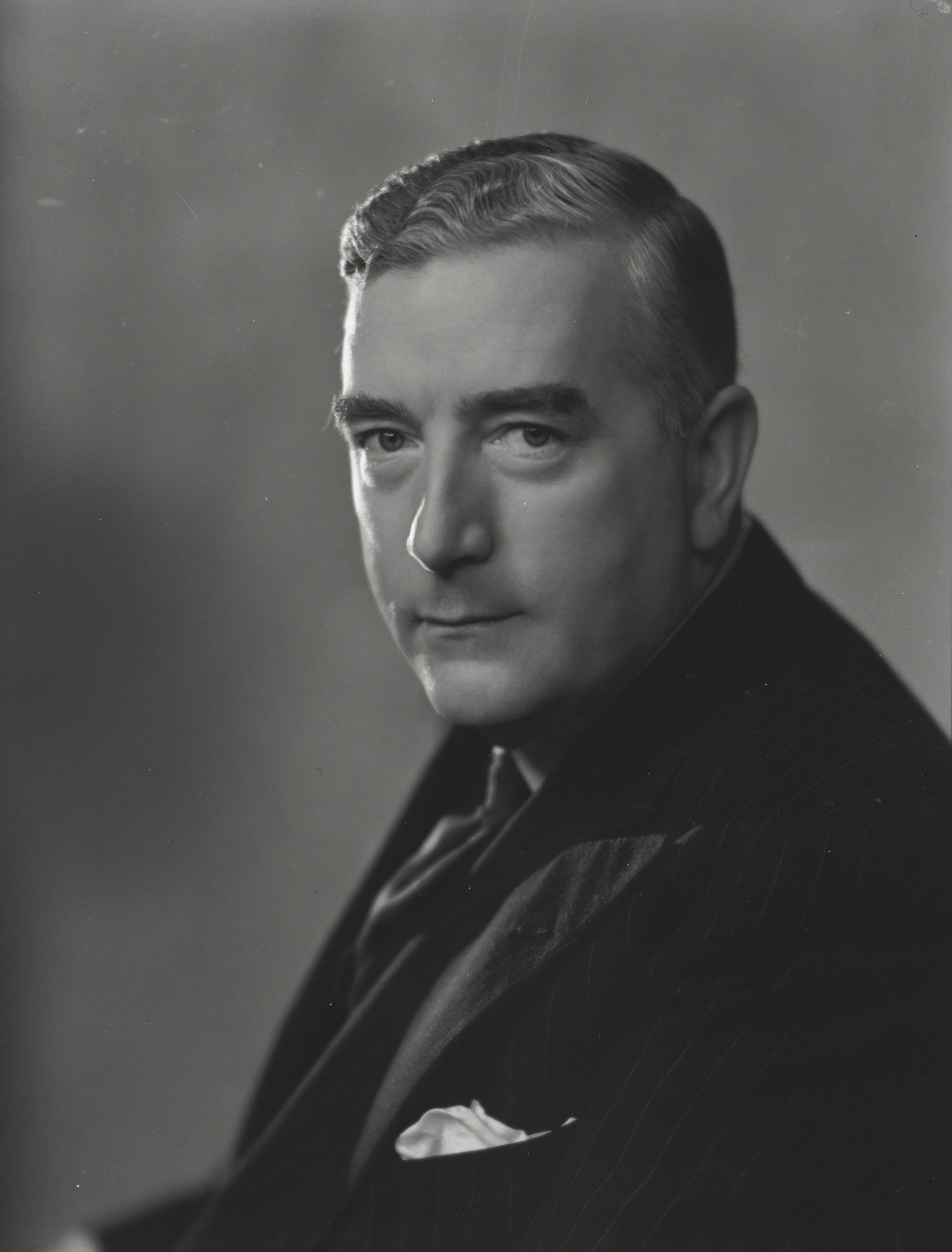
Robert Menzies (1945-1966)
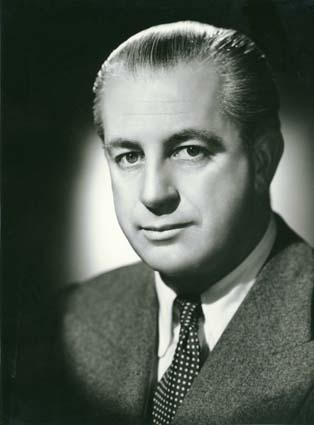
Harold Holt (1966-1967)
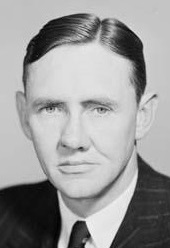
John Gorton (1968-1971)
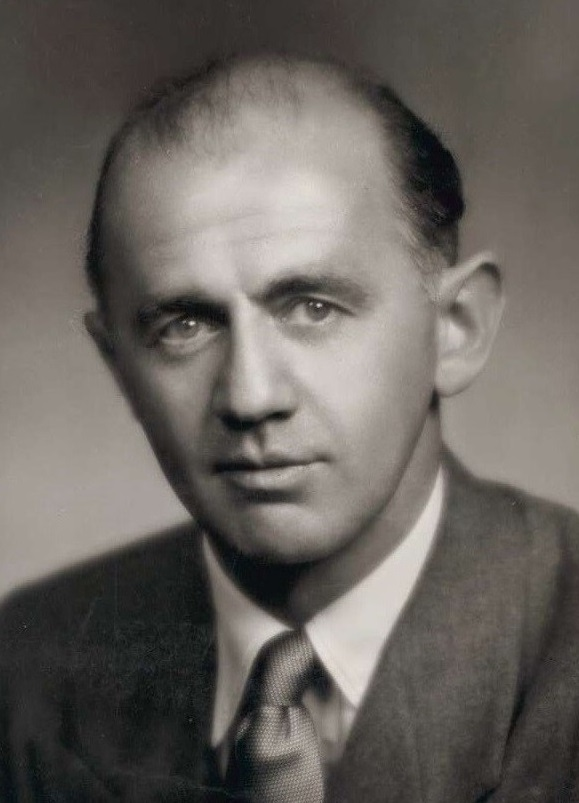
William McMahon (1971-1972)
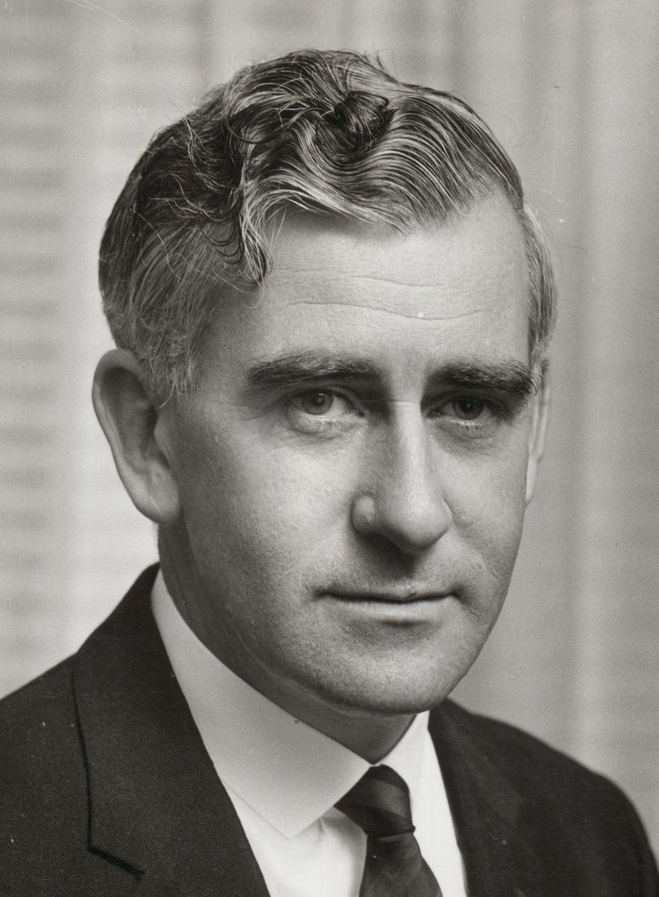
Billy Snedden (1972-1975)
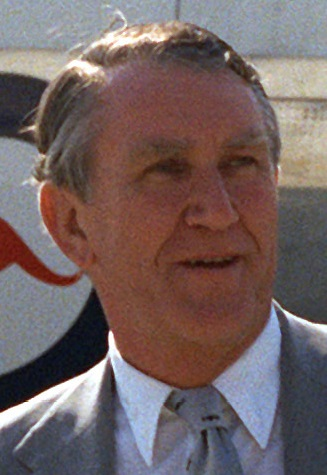
Malcolm Fraser (1975-1983)
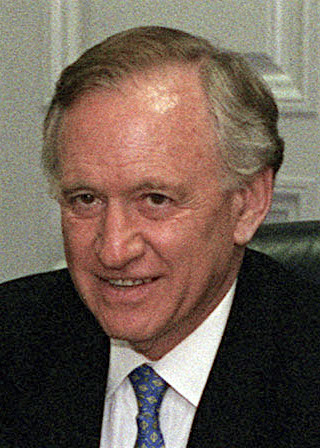
Andrew Peacock (1983-1985, 1989-1990)
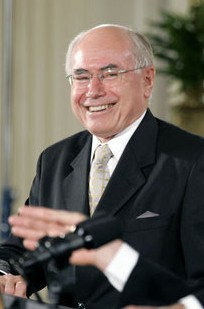
John Howard (1985-1989, 1995-2007)
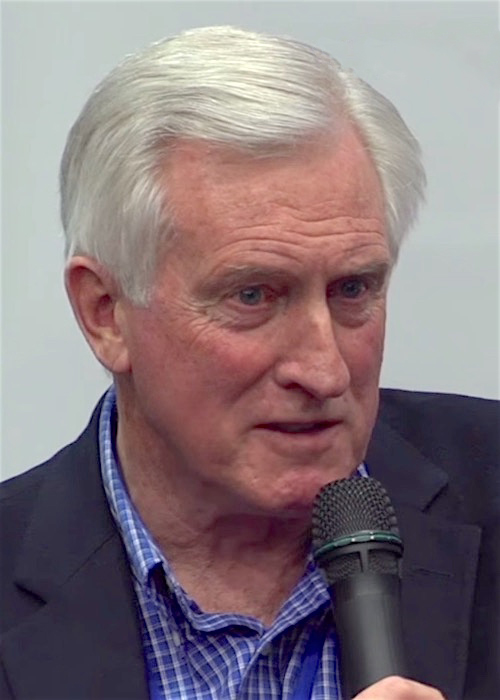
John Hewson (1990-1994)
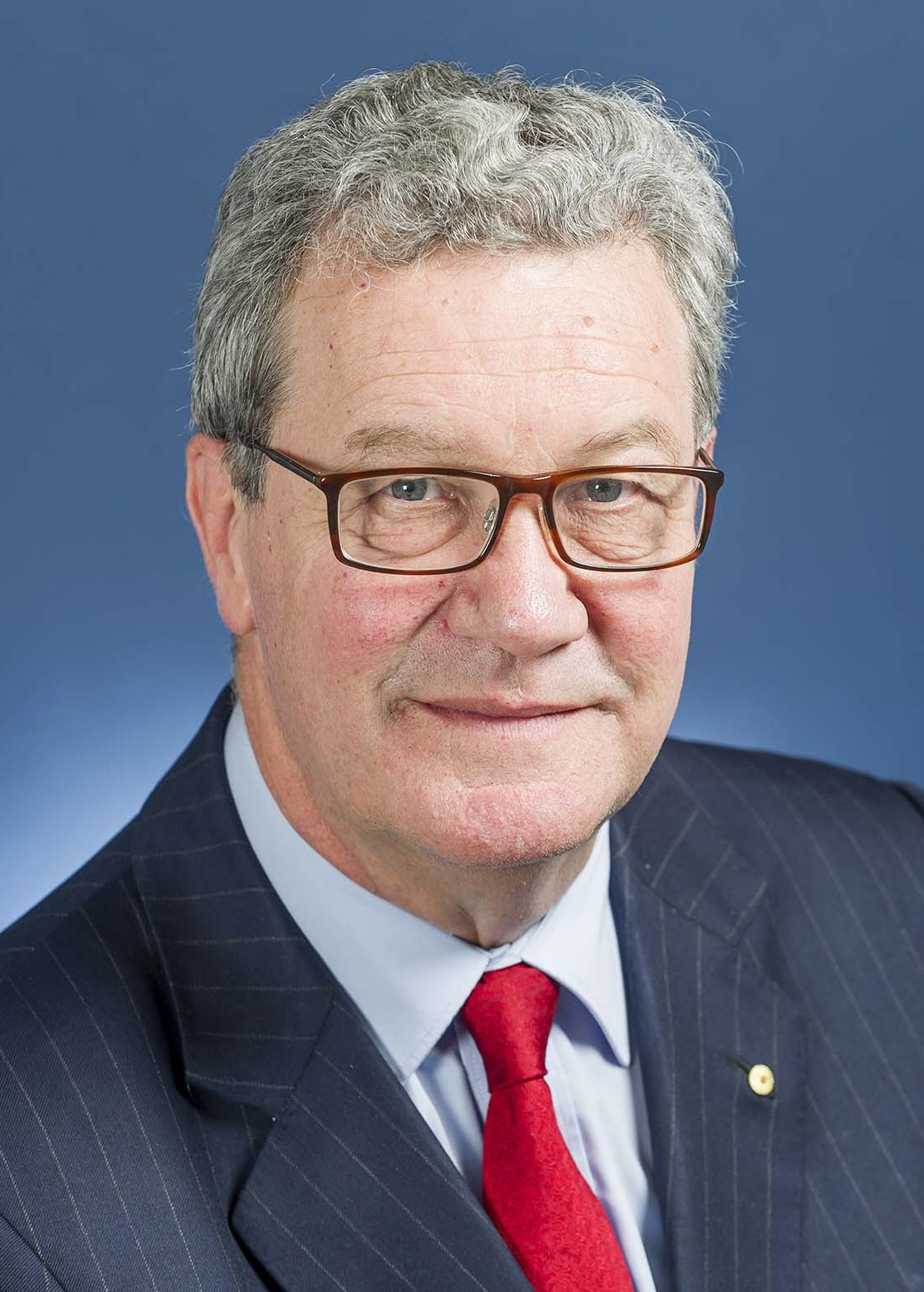
Alexander Downer (1994-1995)
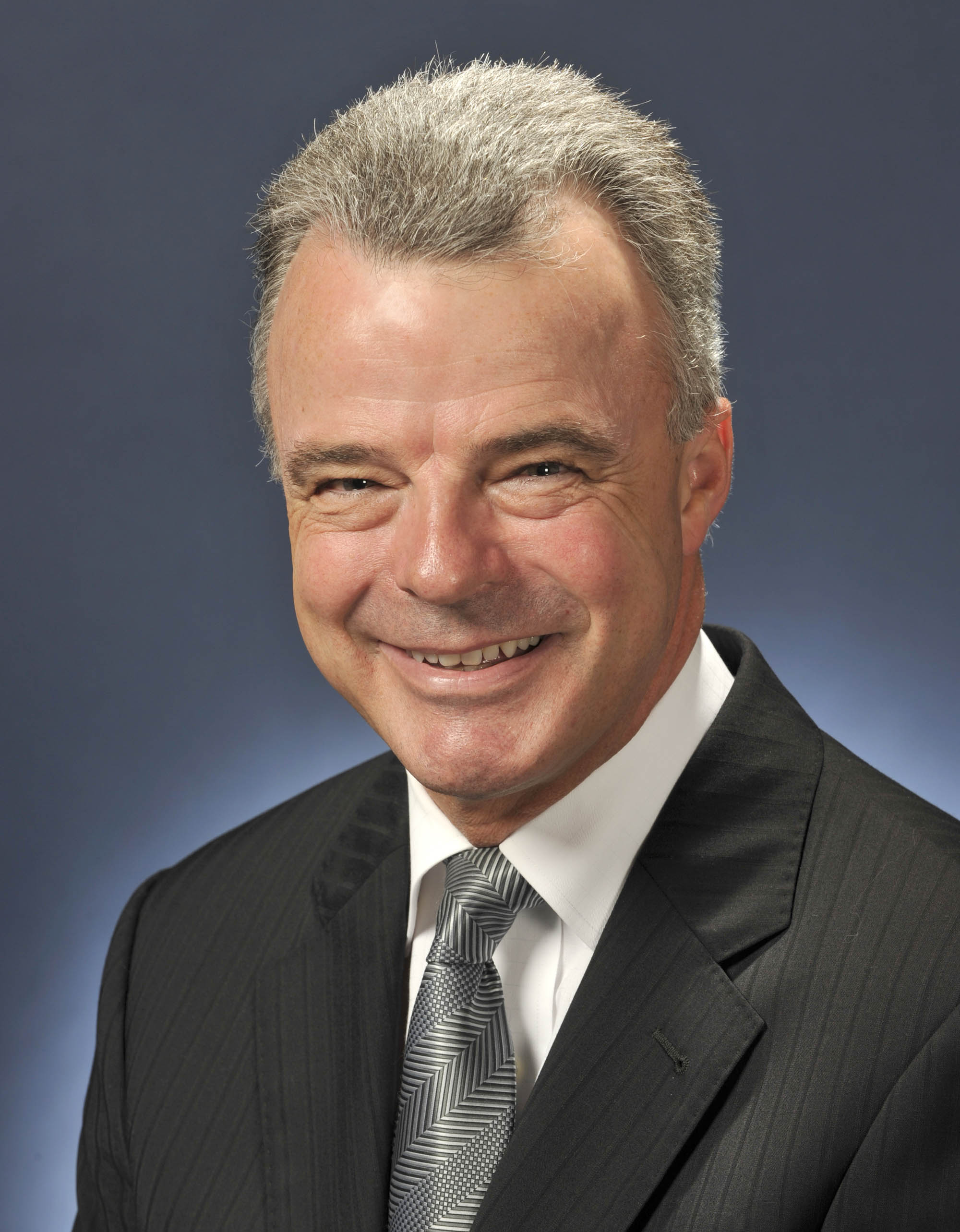
Brendan Nelson (2007-2008)
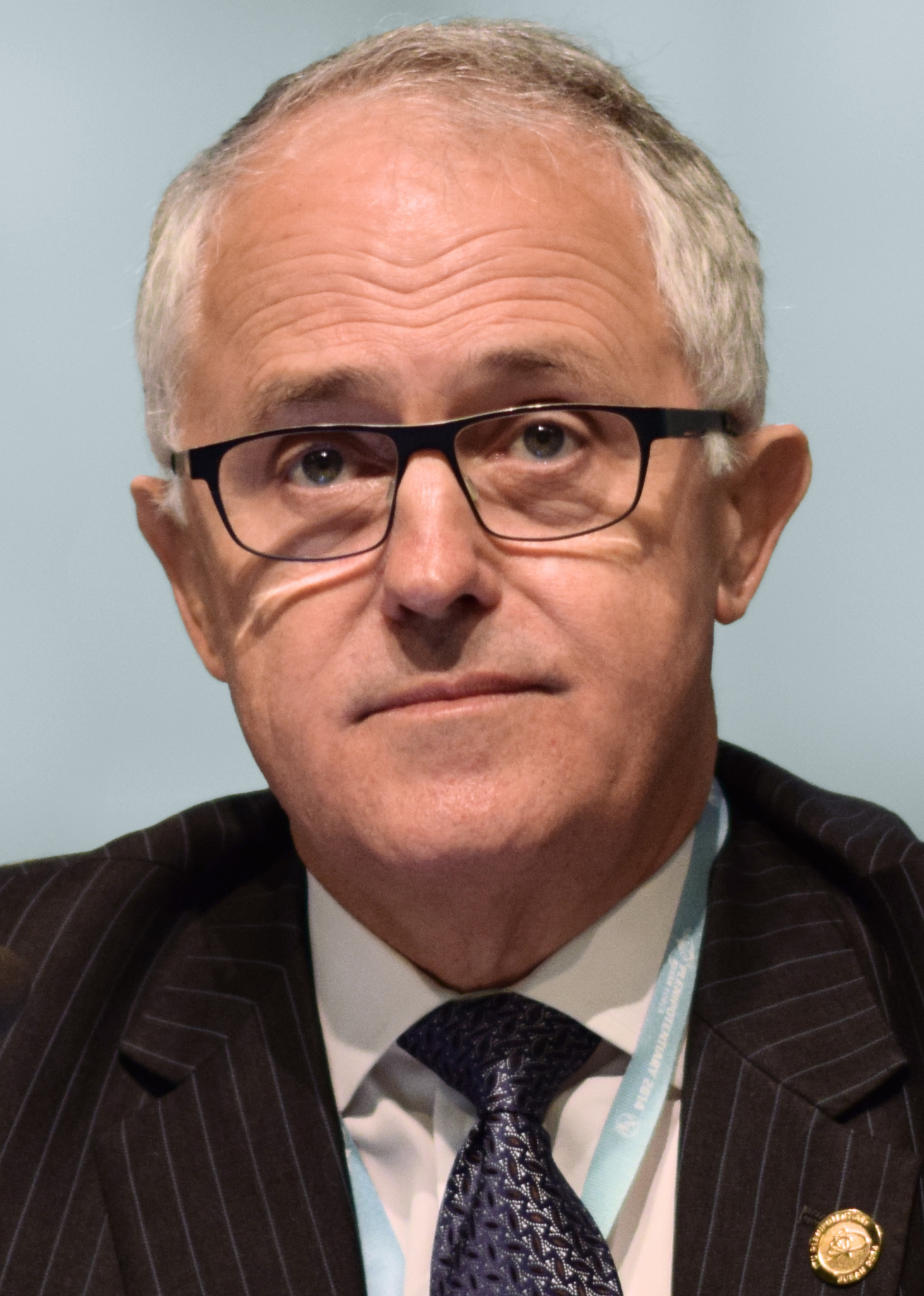
Malcolm Turnbull (2008-2009, 2015-2018)
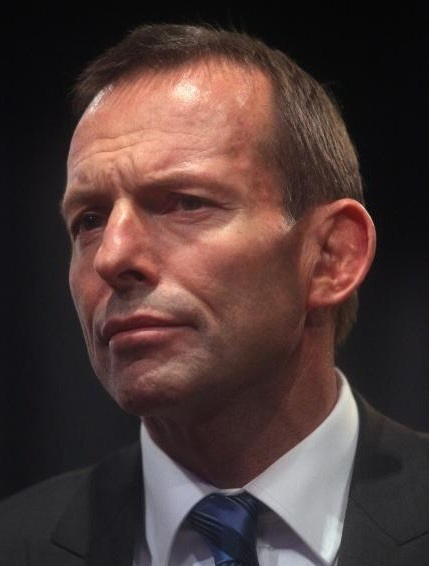
Tony Abbott (2009-2015)
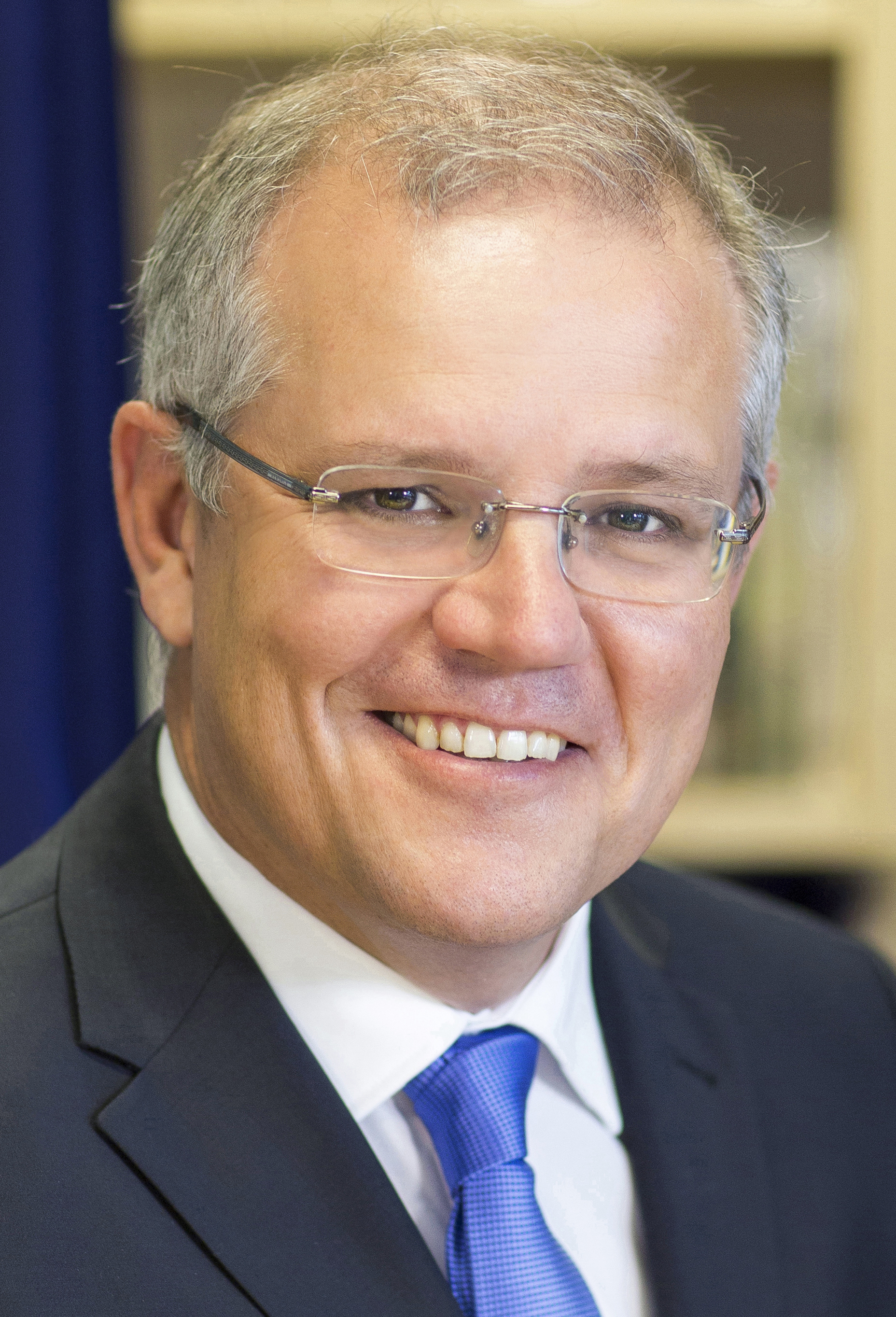
Scott Morrison (2018-2022)
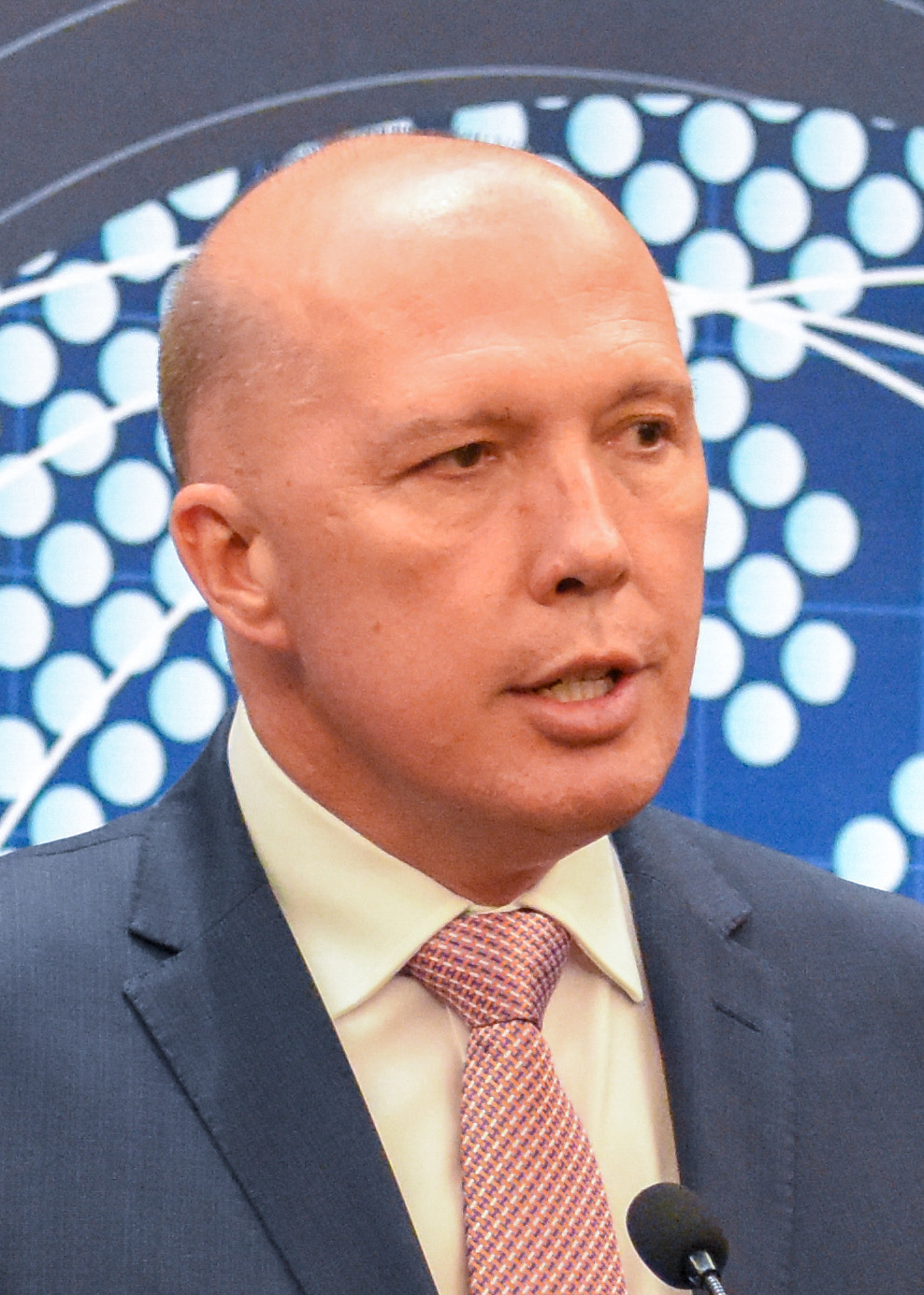
Peter Dutton (2022-2025)
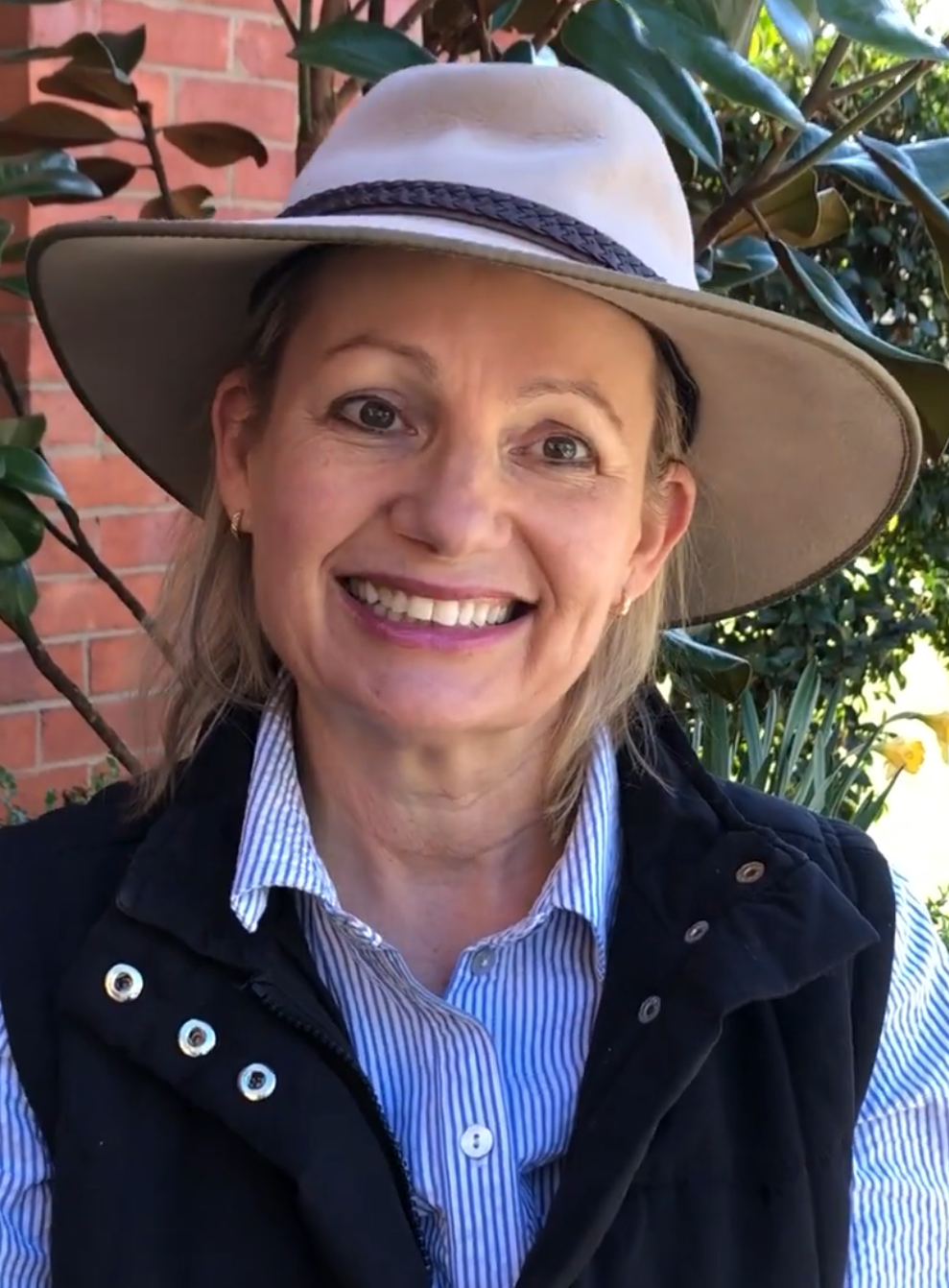
Sussan Ley (depuis 2025)

### Premiers ministres des États et territoires

Territoire de la capitale australienne
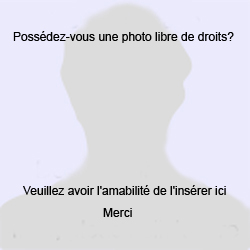
Trevor Kaine (en) (1989-1991)
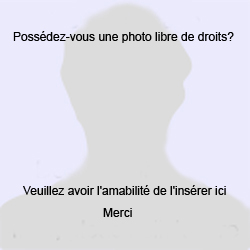
Kate Carnell (1995-2000)
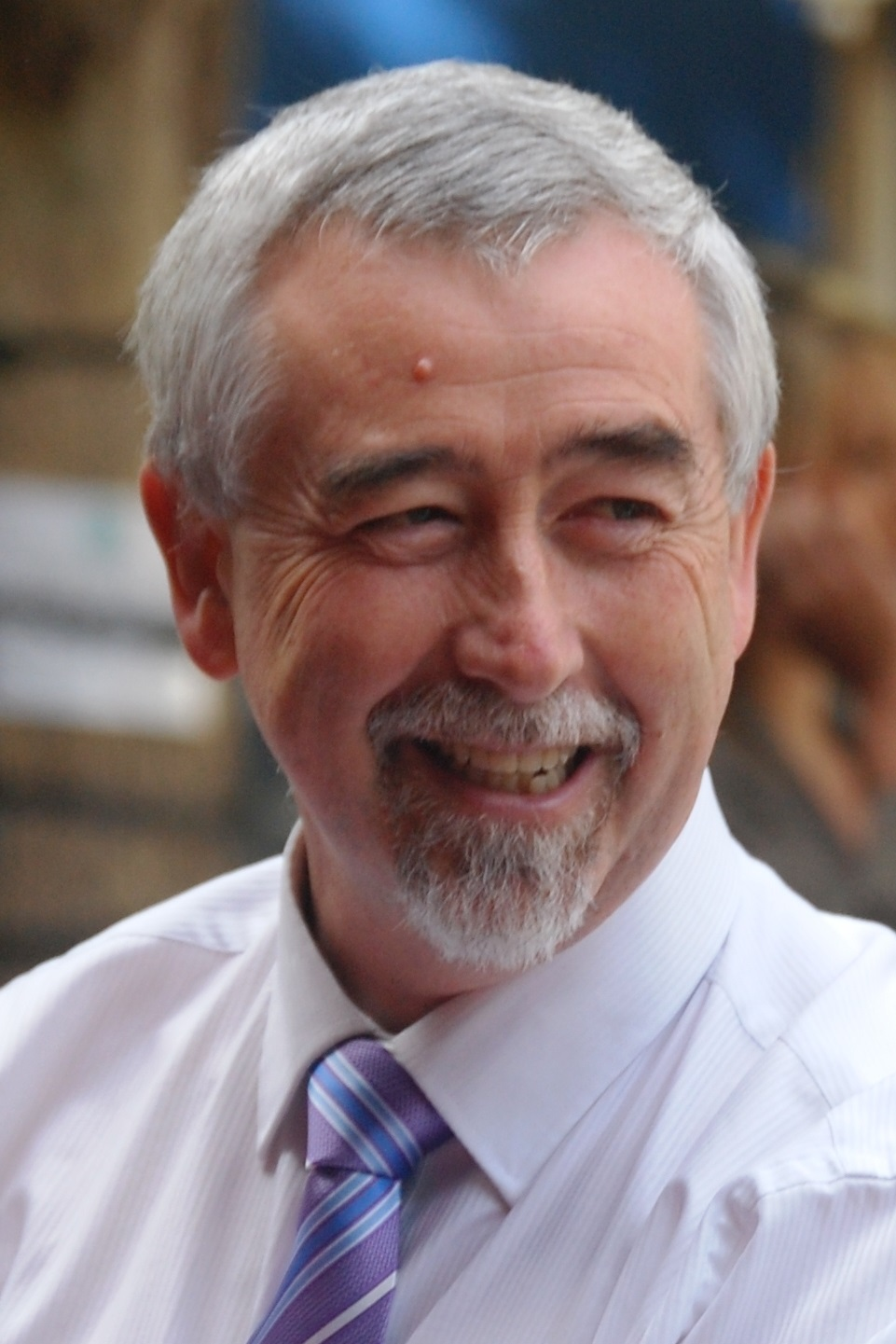
Gary Humphries (2000-2001)

| Nouvelle-Galles du Sud |             |
| ---------------------- | ----------- |
| Sir Robert Askin       | 1965–1975   |
| Thomas Lewis           | 1975–1976   |
| Sir Eric Willis        | 1976        |
| Nick Greiner           | 1988–1992   |
| John Fahey             | 1992–1995   |
| Barry O'Farrell        | 2011–2014   |
| Mike Baird             | 2014-2017   |
| Gladys Berejiklian     | 2017-2021   |
| Dominic Perrottet      | depuis 2021 |

| Queensland       |      |
| ---------------- | ---- |
| Sir Gordon Chalk | 1968 |

| Australie-Méridionale |           |
| --------------------- | --------- |
| Sir Thomas Playford   | 1938–1965 |
| Steele Hall           | 1968–1970 |
| David Tonkin          | 1979–1982 |
| Dean Brown            | 1993–1996 |
| John Olsen            | 1996–2001 |
| Rob Kerin             | 2001–2002 |

| Tasmanie          |             |
| ----------------- | ----------- |
| Sir Angus Bethune | 1969–1972   |
| Robin Gray        | 1982–1989   |
| Ray Groom         | 1992–1996   |
| Tony Rundle       | 1996–1998   |
| Will Hodgman      | 2014-2020   |
| Peter Gutwein     | 2020-2022   |
| Jeremy Rockliff   | depuis 2022 |

| Victoria         |           |
| ---------------- | --------- |
| Ian MacFarlan    | 1945      |
| Thomas Hollway   | 1947–1950 |
| Sir Henry Bolte  | 1955–1972 |
| Sir Rupert Hamer | 1972–1981 |
| Lindsay Thompson | 1981–1982 |
| Jeff Kennett     | 1992–1999 |
| Ted Baillieu     | 2010–2013 |
| Denis Napthine   | 2013–2014 |

| Australie-Occidentale |           |
| --------------------- | --------- |
| Sir Ross McLarty      | 1947–1953 |
| Sir David Brand       | 1959–1971 |
| Sir Charles Court     | 1974–1982 |
| Ray O'Connor          | 1982–1983 |
| Richard Court         | 1993–2001 |
| Colin Barnett         | 2008-2017 |

### Autres personnalités du Parti libéral
- Enid Lyons, la première femme élue à la Chambre des représentants australienne et la première à entrer au Cabinet de Robert Menzies.
- Neville Bonner, le premier Aborigène d'Australie élu au Parlement fédéral australien.
- Kate Carnell, ministre en chef du Territoire de la capitale australienne (1995-2000), la première femme libérale à devenir chef de gouvernement dans un État ou un territoire australien.
- Alexander Downer, ministre des Affaires étrangères entre 1996 et 2007 ; envoyé spécial des Nations unies à Chypre.
- Peter Costello, ministre des Finances entre 1996 et 2007.
- Julie Bishop, chef adjointe du parti, ministre des Affaires étrangères entre 2013 et 2018.
- Joe Hockey ministre des Finances entre 2013 et 2016.